# Bibliothèque Franconie
La bibliothèque Franconie est une bibliothèque territoriale fondée en 1885 située à Cayenne. Nommée d’après le Guyanais Alexandre Franconie, elle dépend de la Collectivité Territoriale de Guyane. Située dans le bâtiment Franconie au centre ville elle est la seule bibliothèque publique de Cayenne jusqu’en 1986. 

## Histoire
La bibliothèque Franconie est fondée lors du don de la bibliothèque d’Alexandre Franconie par son fils, le député Gustave Franconie selon la volonté de son père, parmi d’autres collections qui elles, alimenteront le musée attenant. L’arrêté du 1er juillet 1885 du gouvernorat de Cayenne entérine le don et établit la mise en place de l’établissement et sa mission,.
En 1946, la transformation de la colonie en département en fait une institution départementale. Elle a en fait le rôle de bibliothèque municipale pour Cayenne, ainsi que pour Matoury et Remire-Montjoly jusqu’à ce que ces deux villes ouvrent leurs propres bibliothèques. Depuis, la bibliothèque Franconie se concentre sur une mission documentaire plus régionale.
Elle est informatisée en 1998 et investit depuis dans un équipement numérique, comme des postes pour le public et l’espace numérique MANIOC.
En 2018, la bibliothèque compte 600 personnes inscrites. Elle a alors pour objectif de doubler ce nombre dans les années suivantes. Elle mise alors sur son secteur jeunesse et l’ouverture au public scolaire. En 2020, elle est fermée pendant les 6 mois de confinement dû à la pandémie de Covid et réouvre avec une possibilité d’emprunt plus élevée pour combler l’attente des usagers.

## Description
Elle est située dans le bâtiment Franconie, une maison créole de la première moitié du XIXe siècle en bordure de la place des Palmistes.  
À la création, seul le rez-de-chaussée est occupé, sur seulement une de ses parties, mais avec la croissance de son fonds ces trente dernières années, les 3 étages finissent par être investis. La bibliothèque occupe désormais 800m² et est répartie sur les 3 niveaux, dont le deuxième est réservé à la jeunesse. Elle dispose de 19 postes informatiques gratuits répartis dans tous les niveaux. Elle est également reliée à l’espace public numérique MANIOC.
Le lectorat local est faible par rapport à l’intérêt international des fonds qui font se déplacer des chercheurs du monde entier. Les chiffres indiquent que 33 625 ouvrages  sont sortis en prêts annuels en 2018.

### Actions
La bibliothèque promeut la lecture et les thématiques locales à travers plusieurs types d’activités :
- Festival Cinébib[8]
- Ateliers d’écriture[9]
- Journées Portes Ouvertes[10]

### Liste des directeurs et des directrices
| Années | Nom                    |
| ------ | ---------------------- |
| 1896   | M. H. de Saint-Quentin |
| …      | …                      |
| 2001   | Marie-Annick Atticot   |
| 2023   | Yvette Florent         |

## Collections
La bibliothèque Franconie dispose d’un fonds de 85 000 exemplaires qui comprend également des magazines, des CD et des DVD. Le fonds d’ouvrage regroupe 62 000 titres. Le fonds est constitué de deux dons importants : Le premier don de Gustave Franconie au XIXe siècle à l’établissement de l’institution et celui du conseil privée du gouverneur à la fin de la colonie. Cet important fonds ancien et patrimonial est centré sur la région et la politique d’acquisition le fait croître régulièrement dont voici les thématiques :
- L’histoire de l’esclavage[13] issu du don du conseil privé, institution qui aidait le gouverneur de la colonie dans la gestion de cette dernière[1].
- La faune[2]
- La flore[2]
- Les groupes ethniques locaux[2]
- L’histoire locale[2]
- Les récits d’exposition[2]
- Le bagne[2]
- Le contesté franco-brésilien[2]

La bibliothèque dispose également d’un fonds jeunesse et adulte dédié aux publics en situation de formation et de recherche d’emploi : le fonds formation.  

### Documents phares
La bibliothèque conserve quelques documents locaux précieux :
- Le manuscrit de Jean Goupy, 1691[1].
- Nouvelle relation de la France équinoxiale, par Pierre Barrère publié en 1743[2].
- Journal du voyage fait par ordre du roi à l’équateur servant d’introduction historique à la mesure des trois premiers degrés du méridien, par Charles-Marie de la Condamine publié en 1751[2].
- Histoire des plantes de Guiane françoise, par Jean-Baptiste Christian Fusée-Aublet publié en 1775[2].
- L’art de vérifier les dates, volume XV : chronologie historique de l’Amérique, Paris, 1834[15].
- Plusieurs parties de l’Encyclopédie méthodique[16].
- Atipa, par Alfred Parépou et publié en 1885[1].
- La Guyane française, par Fernand Hue publié en 1892[2].
- La Guyane Française : son histoire 1604-1946, par Arthur Henry et publié en 1950[1].

## Galerie

Vues des rayonnages
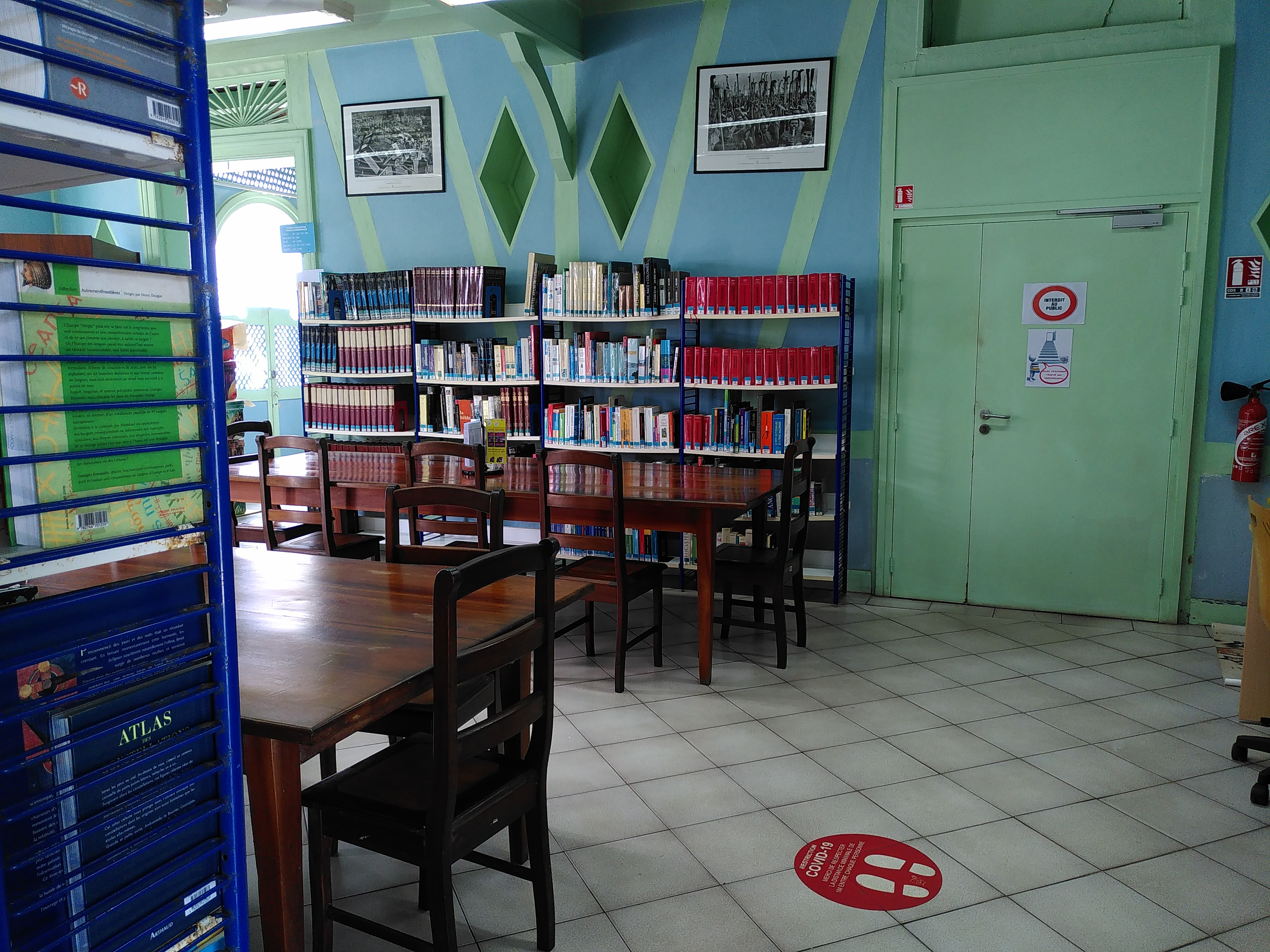
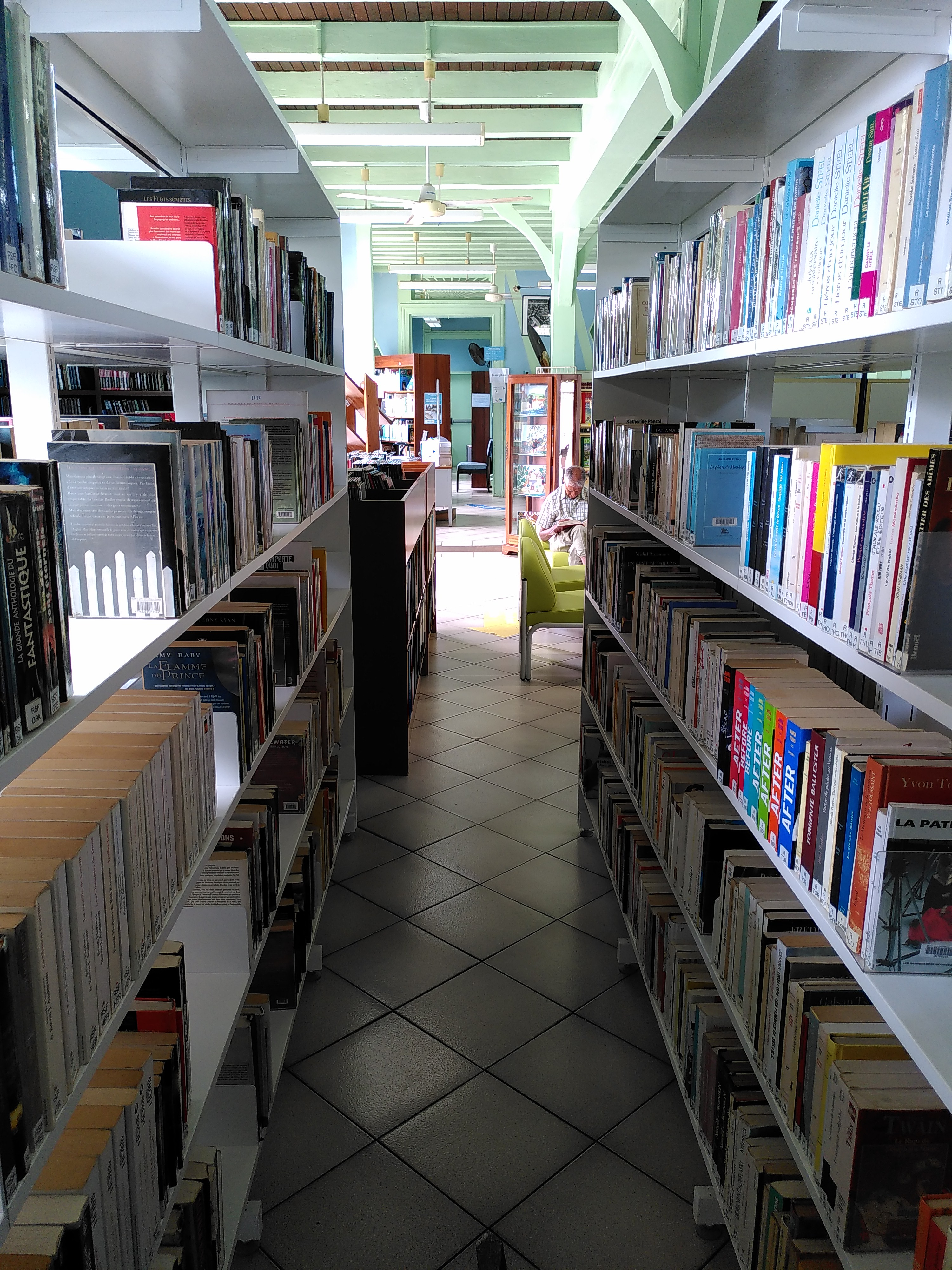
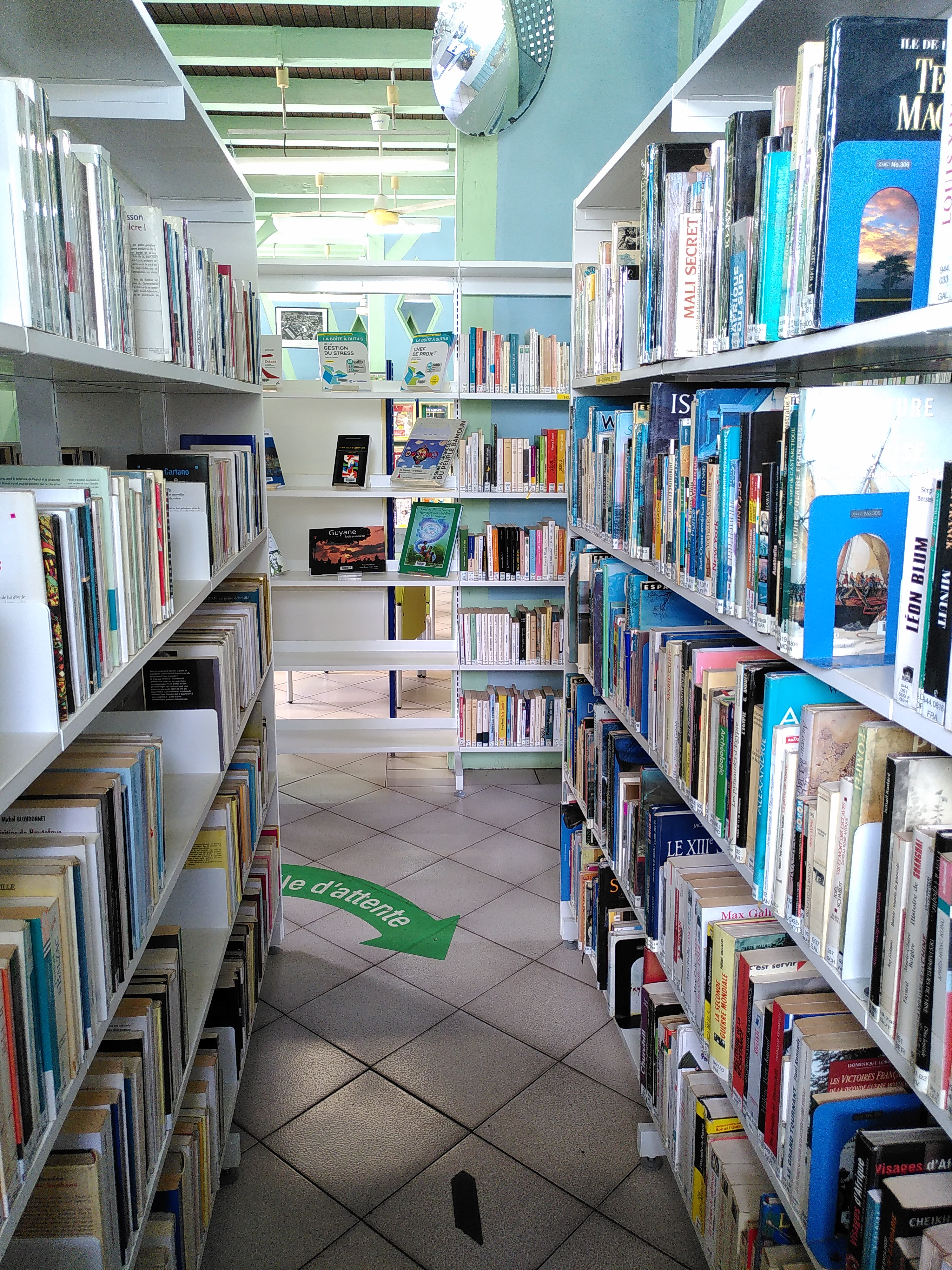
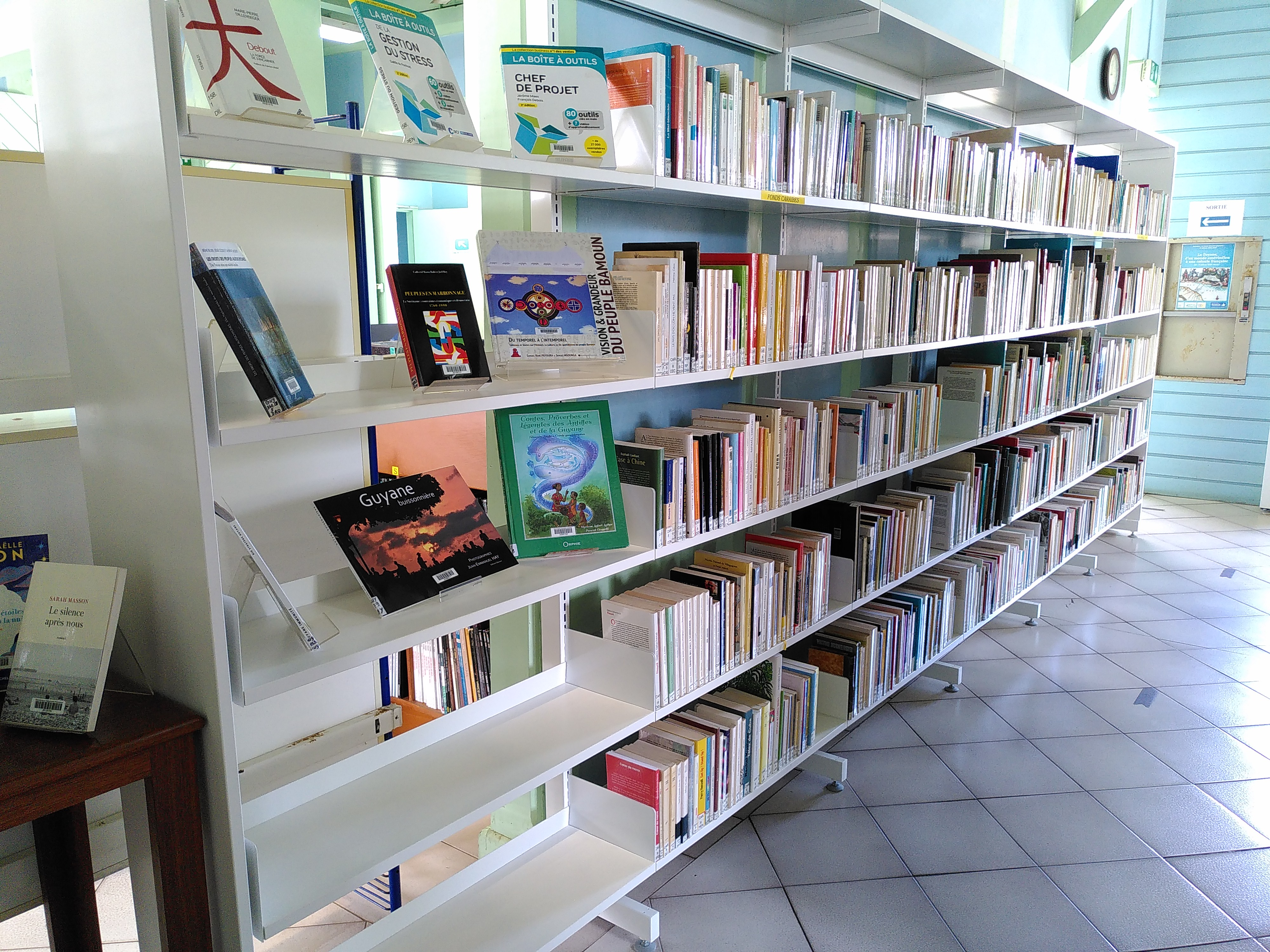